# Curious (parfum)

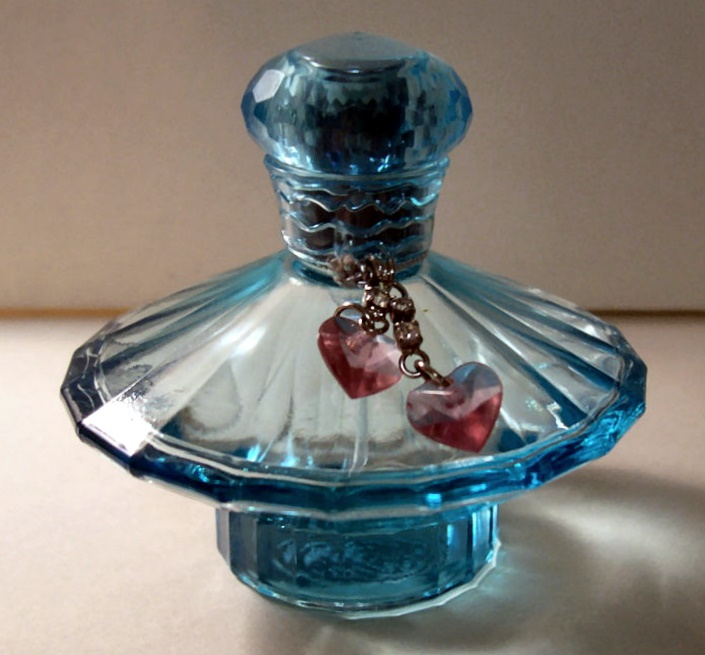
Flesje van het parfum

Curious is een parfum voor vrouwen van Elizabeth Arden en is het eerste parfum dat wordt uitgebracht onder de naam van Britney Spears. Naar verluidt heeft Spears 12 miljoen dollar gekregen voor de promotie. In de televisiespot met Spears en Eric Winter werd de slogan "Do you dare?" gebruikt.
Het werd in september 2004 uitgebracht en werd een internationaal succes. Het stond op de eerste plaats van verkochte parfums in 2004 in warenhuizen. In 2005 werd het door de Fragrance Foundation uitgeroepen tot beste vrouwelijke parfum.
De geur bestaat onder andere uit de geurcomponenten Magnolia, gouden Anjoupeer, lotus, tuberose, cyclaam, trachelospermum, vanille, muskus, sandelhout en blonde houten.

## In Control
Nadat Curious wereldwijd erg succesvol was werd er een nieuwe limited edition in 2006 uitgebracht. Het nieuwe parfum, In Control genaamd, was verkrijgbaar in sommige landen zoals de Verenigde Staten, Canada, Japan en in Europa. Het flesje ziet eruit als het origineel maar is zwart in plaats van blauw.

## Heart
In januari 2008 werd er een nieuwe limited edition van Curious uitgebracht, Curious Heart. Het flesje is in plaats van blauw lichtroze.